# Camellia salicifolia
Camellia salicifolia är en tvåhjärtbladig växtart som beskrevs av John George Champion och George Bentham. Camellia salicifolia ingår i släktet Camellia och familjen Theaceae. Inga underarter finns listade i Catalogue of Life.